# Aaron Lazar
Aaron Lazar (Cherry Hill, 21 giugno 1976) è un attore e cantante statunitense.

## Biografia
Ha recitato in diversi musical a Broadway, tra cui: The Light in the Piazza (2006), Les Misérables (2006), A Tale of Two Cities (2008), Impressionism (2009), A Little Night Music (2009), Mamma Mia! (2013) e The Last Ship (2014). Nel 2006 ha ricevuto una candidatura al Drama Desk Award per il miglior attore in un musical grazie al ruolo di Enjolras in Les Misérables. Nel 2018 e 2019 fa da "body double" a Benedict Cumberbatch in due film della saga degli Avengers. Nel 2025 viene candidato al Grammy Award al miglior album vocale pop tradizionale per il suo album Impossible Dream.
Nel 2021 gli è stata diagnosticata la sclerosi multipla.

## Filmografia

### Cinema
- La scandalosa vita di Bettie Page (The Notorious Bettie Page), regia di Mary Harron (2005)
- J. Edgar, regia di Clint Eastwood (2011)
- The Wolf of Wall Street, regia di Martin Scorsese (2013)
- This Is Where I Leave You, regia di Shawn Levy (2014)
- Avengers: Infinity War, regia di Anthony e Joe Russo (2018)
- Avengers: Endgame, regia di Anthony e Joe Russo (2019)
- Everything Everywhere All At Once, regia di Daniel Kwan e Daniel Scheinert (2022)

### Televisione
- Ugly Betty – serie TV, episodio 3x10 (2008)
- La valle dei pini (All My Children) – serial TV, 2 puntate (2009)
- White Collar – serie TV, episodio 1x03 (2009)
- A Gifted Man – serie TV, episodio 1x03 (2011)
- Person of Interest – serie TV, episodio 1x23 (2012)
- The Following – serie TV, episodi 2x09-2x10 (2014)
- The Good Wife – serie TV, episodi 5x16 e (2014)
- Blue Bloods – serie TV, episodio 4x18 (2014)
- The Blacklist – serie TV, episodio 2x02 (2014)
- Unforgettable – serie TV, episodio 4x08 (2016)
- Girl Meets World – serie TV, episodi 3x05-3x06 (2016)
- The Strain – serie TV, episodi 3x01-3x03-3x10 (2016)
- Quantico – serie TV, episodi 2x02-2x04-2x07 (2016)
- Bull – serie TV, episodio 2x20 (2018)
- The Good Fight – serie TV, episodio 2x10 (2018)
- Filthy Rich - Ricchi e colpevoli (Filthy Rich) – serie TV, 10 episodi (2020)
- Black-ish – serie TV, episodio 8x01 (2022)
- Yellowstone – serie TV, episodio 5x03 (2022)

## Doppiatori italiani
Nelle versioni in italiano delle opere in cui ha recitato, Aaron Lazar è stato doppiato da:
- Edoardo Stoppacciaro in White Collar
- Alessandro Messina in Person of Interest
- Francesco Bulckaen in The Wolf of Wall Street
- Maurizio Fiorentini in Blue Bloods
- Gianfranco Miranda in The Strain
- Carlo Scipioni in Quantico
- Dimitri Winter in Bull
- Francesco Pezzulli in Yellowstone